# Moselufer zwischen Niederfell und Dieblich
Koordinaten: 50° 18′ 20″ N, 7° 27′ 47″ O
Das Moselufer zwischen Niederfell und Dieblich ist ein Naturschutzgebiet im Landkreis Mayen-Koblenz in Rheinland-Pfalz.

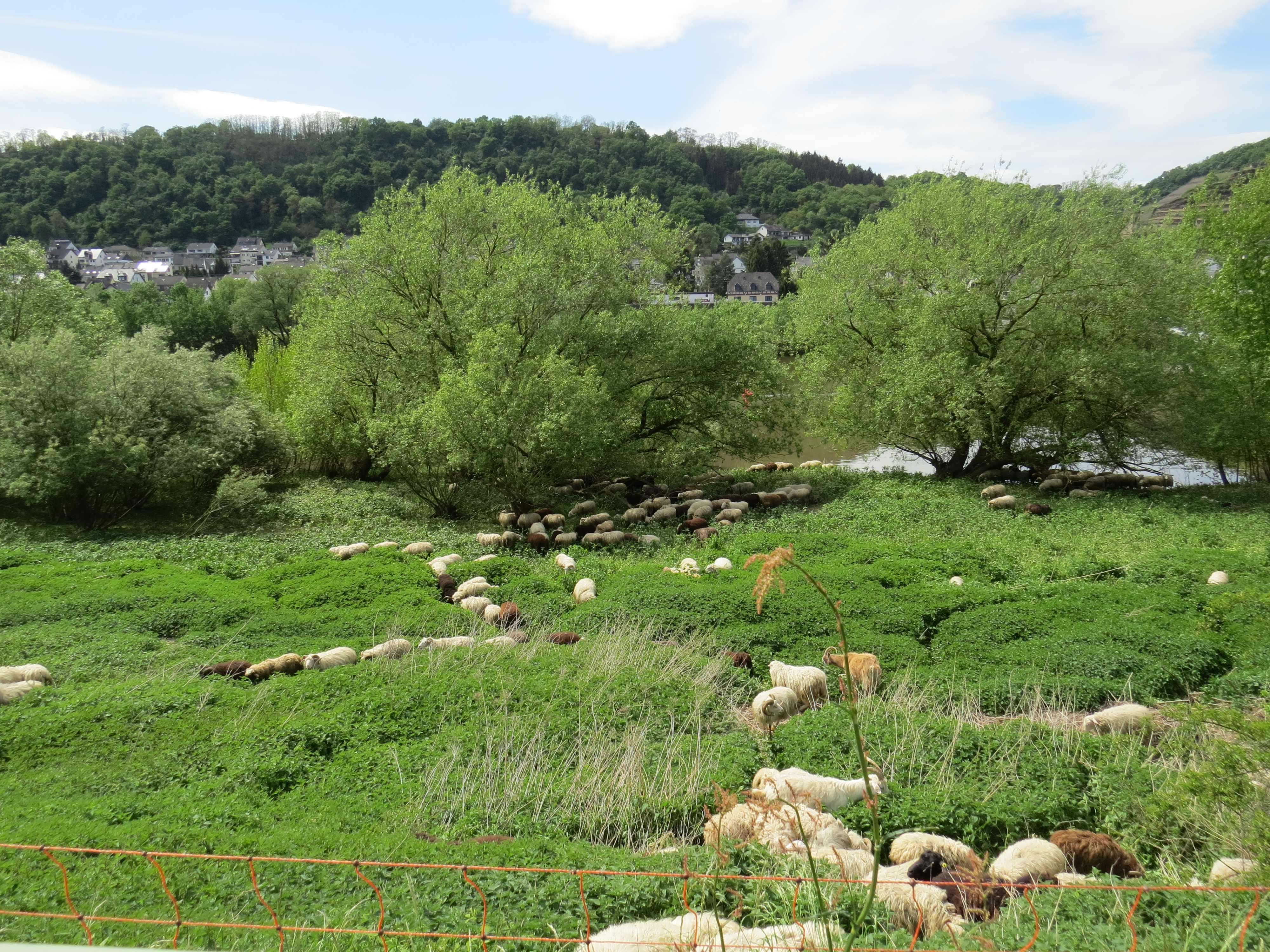
Schafherde im Naturschutzgebiet „Moselufer zwischen Niederfell und Dieblich“

Das etwa 11 ha große Gebiet liegt auf dem rechten Ufer der Mosel zwischen Niederfell und Dieblich.
Durch die Unterschutzstellung soll das Moselufer mit seinen Wasserflächen, seinen Flachwasserzonen und seinen charakteristischen Pflanzen- und Tiergesellschaften als Lebensraum der in ihrem Bestand bedrohten Würfelnatter aus wissenschaftlichen Gründen erhalten werden.